# Anemone Wille Våge
Anemone Wille Våge, född 21 januari 1965, är en av Norges främsta inredningsdesigner. Hon startade företaget Anemone Studio (tidigare Wille Interiør) i Oslo och är för närvarande kreativ chef. Anemone Wille Våge har varit ansvarig för inredning av stora och välrenommerade hotell, restauranger och privata hem. Detta inkluderar den kungliga lägenheten vid palatset i Oslo. Dessutom har hon gjort det prisbelönta hotellet The Thief and The Hub, Clarion Hotel Post i Göteborg, Skt. Petri i Köpenhamn och Caledonien i Kristiansand. Hon ansvarar också för att renovera välkända landmärken som Theatercafèen och Eik Annen Etage på Hotel Continental.
I 2006 köpte Anemone Wille Våge den noterade fastigheten under Ulefoss Hovedgård, Lille Ulefoss, en herrgård från 1813 i ren empirisk arkitektur. Återställningen av byggmaterialet och parkanläggningen inleddes 2006 och processen pågår fortfarande.
I 2010 publicerade hon boken Interiordesign på Aschehoug förlag. 